# Vancouvermurmeldyr
Vancouvermurmeldyr (latin: Marmota vancouverensis) er en art af murmeldyr, som udelukkende forekommer naturligt i bjergene på Vancouver Island, British Columbia i Canada. Det er en af de største murmeldyrarter og gnavere i det hele taget, og de voksne individer kan veje mellem 3 og 7 kg, afhængig af årstid og alder.
Skønt arten er endemisk på Vancouver Island, har man haft held til at avle vancouvermurmeldyret på forskellige avslcentre i Canada, herunder også på Vancouver Island, hvor arten i visse områder var tæt på at uddø i 1990'erne. Avlsprogrammet er et forsøg på at forhindre arten i at uddø fuldstændig og genskabe en bæredygtig population af dette unikt canadiske murmeldyr.